# John Percival
John Percival (West Barnstable (Massachusetts), 3 avril 1779-Dorchester (Boston), 7 septembre 1862) est un navigateur américain.

## Biographie
Engagé comme mousse à 13 ans, il travaille dans la marine marchande et sert tour à tour dans la marine américaine puis anglaise puis américaine. Aspirant lors de la quasi-guerre, en 1809, il s'illustre par de nombreuses prises de guerre britanniques puis participe à la guerre anglo-américaine de 1812, capturant de nombreux navires dont l'Epervier, ce qui lui vaut d'être nommé Lieutenant.
En 1826, il sert comme cartographe sur le Dolphin dans l'océan Pacifique et est chargé de donner la chasse aux mutins du baleinier Globe. Il est alors le premier Américain à visiter les îles Sandwich.
Nommé Capitaine en 1841, il sauve et restaure la Constitution et effectue avec lui un tour du monde de 1844 à 1846.
Décédé en 1862 à Dorchester, il est inhumé dans sa ville natale.
Ses aventures ont inspiré des écrivains comme Herman Melville, Nathaniel Hawthorne ou James Michener.